# うわさの男
「うわさの男」（原題：Everybody's Talkin' ）は、1966年にアメリカで発表されたフレッド・ニールの楽曲。作詞、作曲は、フレッド・ニール自身。ハリー・ニルソンによるカバー・バージョンがもっともよく知られる。

## ハリー・ニルソンによるカバー
フレッド・ニールの2作目のアルバム『Fred Neil』（1966年12月発売）に収められたバージョンがオリジナルである。それをハリー・ニルソンが1968年6月にシングルとしてカバー。B面は「ドント・リーヴ・ミー」。同年7月発売のアルバム『空中バレー（Aerial Ballet）』に収録された。
1969年5月25日、映画『真夜中のカーボーイ』が公開。映画の主題歌として起用されたことで、再びシングルとして5月に発売されることとなった。B面は「Rainmaker」。ビルボードHot 100で6位、ビルボード・イージーリスニング・チャートで2位、全英シングルチャートで23位を記録した。ニルソンにとって初のヒット曲となった。なお、映画で使われたものは、オリジナル・バージョンとは異なるバージョンである。
BMI調べによる「20世紀にアメリカのテレビやラジオで最もオンエアされた100曲」の第27位にランクされた。

## その他のカバー
- スパンキー&アワ・ギャング - 1968年4月のアルバム『Like to Get to Know You』に収録。
- クロスビー、スティルス&ナッシュ - ファースト・アルバムのセッションで録音された。同アルバムの2006年の再発盤にボーナス・トラックとして収録された。
- エミルー・ハリス - 1969年のアルバム『グライディング・バード』に収録。
- スティーヴィー・ワンダー - 1970年のライブ・アルバム『スティーヴィー・オン・ステージ』に収録。
- B・J・トーマス - 1970年のアルバム『Everybody's Out Of Town』に収録[4]。
- ヴィッキー・カー - 1970年のアルバム『Nashville By Carr』に収録。
- アル・マルティーノ - 1970年のアルバム『Jean』に収録[5]。
- レナ・ホーン & ガボール・ザボ - 1970年のアルバム『Lena & Gabor』に収録。
- エンゲルベルト・フンパーディンク - 1970年のアルバム『We Made It Happen』に収録[6]。
- ザ・ベンチャーズ - 1970年にカバー。日本では同年12月5日発売のシングル「うわさの男／恋はフェニックス」に収録。
- ビル・ウィザース - 1971年のアルバム『Just as I Am』に収録。
- バーナード・パーディ - 1971年のアルバム『Purdie Good!』に収録。
- スティーヴン・スティルス - 1975年のライブ・アルバム『Stephen Stills Live』に収録。
- ビューティフル・サウス - 1994年のアルバム『Miaow』に収録。
- キャロル・ウェルスマン - 2006年のアルバム『What'cha Got Cookin'?』に収録。
- アルフィー・ボー - 2012年のアルバム『ストーリーテラー』に収録。
- テデスキ・トラックス・バンド[7] - 2012年のライブ・アルバム『エヴリバディズ・トーキン』に収録。
- イギー・ポップ - 2012年のアルバム『Après』に収録。
- グレン・キャンベル - 2017年のアルバム『Adiós』に収録。